# داني يونغ
داني يونغ (بالإنجليزية: Danny Young)‏ هو لاعب كرة قاعدة أمريكي، ولد في 3 نوفمبر 1971 في وودبوري في الولايات المتحدة.

## وصلات خارجية
- داني يونغ على موقعبيزبول رفرنس.كوم (الدوري الرئيسي) (الإنجليزية)
- داني يونغ على موقعبيزبول رفرنس.كوم (الدوري الثانوي) (الإنجليزية)